# عباس‌پور
عباس‌پور یک نام خانوادگی است و شاید به یکی از این افراد اشاره کند:
- محمد عباس‌پور
- علی عباس‌پور تهرانی فرد
- حسن عباس‌پور
- بیت‌الله عباس‌پور
- سمیه عباس‌پور
- روح‌الله جانی عباس‌پور
- روح‌الله عباس‌پور